# باله (خودرو)

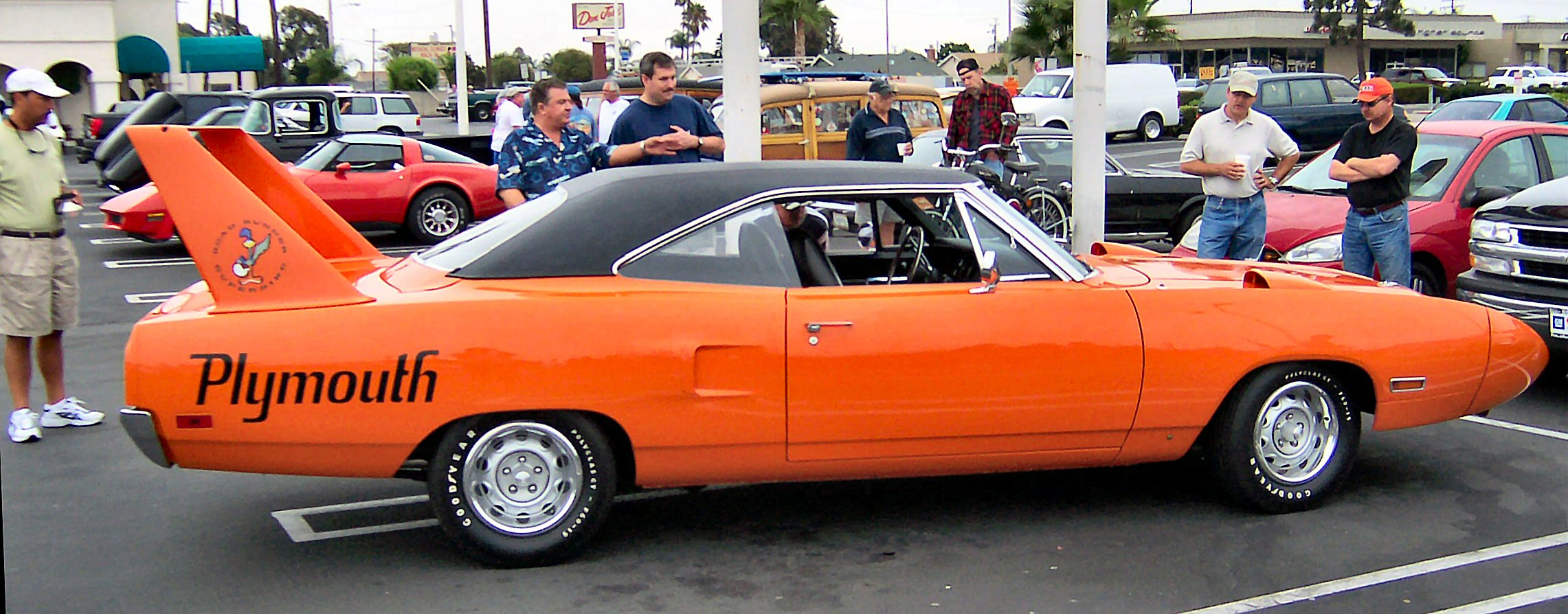
باله های عظیم خودروی پلیموث سوپربرد

باله یا اِسپویلر (به انگلیسی: Spoiler) یک قطعه آیرودینامیکی است که برای از بین بردن جریان نامطلوب هوا در خودروها توسط شرکت های خودروسازی استفاده می شود.